# BH Tennis Open International Cup
Il BH Tennis Open International Cup  è stato un torneo professionistico di tennis giocato sull'erba. Faceva parte dell'Challenger Tour. Si giocava annualmente a Belo Horizonte, in Brasile, dal 1992 al 2011.
Júlio Silva con 2 titoli nel singolare, e Daniel Melo con 3 titoli nel doppio, detengono i record per disciplina.

## Albo d'oro

### Singolare
| Anno | Campione               | Finalista              | Punteggio           |
| ---- | ---------------------- | ---------------------- | ------------------- |
| 2011 | Júlio Silva (2)        | Gastão Elias           | 6–4, 6–4            |
| 2010 | Rogério Dutra da Silva | Facundo Argüello       | 6–4, 6–3            |
| 2009 | Júlio Silva (1)        | Eduardo Schwank        | 4–6, 6–3, 6–4       |
| 2008 | Santiago González      | Nicolás Massú          | 6–4, 6–3            |
| 2007 | Brian Dabul            | Eduardo Schwank        | 6(4)–7, 7–6(5), 6–3 |
| 2006 | Thiago Alves           | André Sá               | 6–3, 0–6, 6–4       |
| 2005 | John-Paul Fruttero     | Kristian Pless         | 7–6(4), 7–6(6)      |
| 2004 | Janko Tipsarević       | Ricardo Mello          | 6–4, 5–7, 6–4       |
| 2003 | Julio Peralta          | Danai Udomchoke        | 7–6(6), 1–6, 6–1    |
| 2002 | Ricardo Mello          | Alexandre Simoni       | 6–3, 6–3            |
| 2001 | Eric Taino             | Flávio Saretta         | 5–7, 6–1, 6–2       |
| 2000 | Nenad Zimonjić         | Jean-François Bachelot | 6–3, 6(6)–7, 7–5    |
| 1999 | Jamie Delgado          | Daniel Melo            | 6–2, 7–6            |
| 1998 | Francisco Costa        | Gastón Gaudio          | 4–6, 6–2, 6–4       |
| 1997 | Roberto Jabali         | André Sá               | 2–6, 7–5, 6–3       |
| 1996 | Jaime Oncins           | Maurice Ruah           | 6–4, 6–3            |
| 1995 | Steve Campbell         | João Cunha e Silva     | 6–2, 6–3            |
| 1994 | Fabio Silberberg       | Marco Meneschincheri   | 7–6, 6–3            |
| 1993 | Martin Blackman        | David Adams            | 6–7, 6–4, 7–6       |
| 1992 | Gilbert Schaller       | João Cunha e Silva     | 6–4, 6–7, 6–0       |

### Doppio
| Anno | Campioni                                   | Finalisti                             | Punteggio           |
| ---- | ------------------------------------------ | ------------------------------------- | ------------------- |
| 2011 | Guido Andreozzi Eduardo Schwank            | Ricardo Hocevar Christian Lindell     | 6–2, 6–4            |
| 2010 | Rodrigo Grilli Leonardo Kirche             | Christian Lindell João Souza          | 6–3, 6–3            |
| 2009 | Joshua Goodall Samuel Groth                | Rogério Dutra da Silva Júlio Silva    | 7–6(4), 6–3         |
| 2008 | Santiago González (2) Aisam-ul-Haq Qureshi | Daniel Silva Caio Zampieri            | 6–3, 7–6(3)         |
| 2007 | Santiago González (1) Bruno Soares         | Marcio Torres Nicolas Tourte          | 6(3)–7, 6–4, [10–5] |
| 2006 | Marcelo Melo (2) André Sá                  | Jean-Julien Rojer Marcio Torres       | 6–1, 6–4            |
| 2005 | Lesley Joseph Aleksandar Vlaski            | Juan Martín del Potro Máximo González | 7–6(8), 6–4         |
| 2004 | Sanchai Ratiwatana Sonchat Ratiwatana      | Marcos Daniel Iván Miranda            | 6–2, 7–5            |
| 2003 | Marcos Daniel Alexandre Simoni (2)         | Kentaro Masuda Takahiro Terachi       | 6–4, 6–2            |
| 2002 | Daniel Melo (3) Marcelo Melo (1)           | Denis Golovanov Michael Joyce         | 6–3, 6–4            |
| 2001 | Dejan Petrović Andy Ram                    | Barry Cowan Eric Taino                | 6–3, 6–4            |
| 2000 | Daniel Melo (2) Alexandre Simoni (1)       | Jamie Delgado Martin Lee              | 6–4, 6–4            |
| 1999 | Daniel Melo (1) Antonio Prieto             | Jamie Delgado Martin Lee              | 6–2, 3–6, 7–5       |
| 1998 | Satoshi Iwabuchi Thomas Shimada            | Jeff Coetzee Damien Roberts           | 6–7, 7–5, 7–5       |
| 1997 | Gabriel Trifu Glenn Weiner                 | Nelson Aerts André Sá                 | 1–6, 6–3, 6–4       |
| 1996 | Leonardo Lavalle Maurice Ruah              | Luis Enrique-Herrera Gabriel Trifu    | 5–7, 6–4, 6–4       |
| 1995 | David DiLucia Dan Kronauge                 | Egberto Caldas Cristiano Testa        | 6–7, 6–3, 6–3       |
| 1994 | Nelson Aerts (2) Danilo Marcelino          | Otavio Della Marcelo Saliola          | 7–5, 6–3            |
| 1993 | Ricardo Acioly Nicolás Pereira             | Felipe Rivera Fernando Roese          | 7–6, 5–7, 6–3       |
| 1992 | Nelson Aerts (1) Alexandre Hocevar         | João Cunha e Silva César Kist         | 6–1, 6–7, 6–2       |